# Niki Paneta
Niki Paneta (ur. 21 kwietnia 1986 w Eleusis) – grecka lekkoatletka specjalizująca się w trójskoku, olimpijka z Londynu.
Złota medalistka mistrzostw kraju.
Rekordy życiowe: stadion – 14,55 (30 lipca 2011, Ateny); hala – 14,47 (22 lutego 2012, Pireus).

## Osiągnięcia
| Rok  | Impreza                               | Miejsce    | Lokata            | Wynik (m) |
| ---- | ------------------------------------- | ---------- | ----------------- | --------- |
| 2003 | Mistrzostwa świata juniorów młodszych | Sherbrooke | el. – 16. miejsce | 11,65     |
| 2007 | Młodzieżowe mistrzostwa Europy        | Debreczyn  | 6. miejsce        | 13,71     |
| 2011 | Halowe mistrzostwa Europy             | Paryż      | –                 | DNS       |
| 2011 | Mistrzostwa świata                    | Daegu      | el. – 20. miejsce | 13,97     |
| 2012 | Halowe mistrzostwa świata             | Stambuł    | el. – 11. miejsce | 13,98     |
| 2012 | Mistrzostwa Europy                    | Helsinki   | 6. miejsce        | 14,23     |
| 2012 | Igrzyska olimpijskie                  | Londyn     | el. – 24. miejsce | 13,66     |
| 2013 | Halowe mistrzostwa Europy             | Göteborg   | el. – 13. miejsce | 13,55     |
| 2013 | Igrzyska śródziemnomorskie            | Mersin     | 6. miejsce        | 13,69     |
| 2013 | Mistrzostwa świata                    | Moskwa     | el. – 15. miejsce | 13,69     |